# Klöntal
Klöntal är en dal i Schweiz.   Den ligger i kantonen Glarus, i den östra delen av landet, 120 km öster om huvudstaden Bern.
Trakten runt Klöntal består i huvudsak av gräsmarker. Runt Klöntal är det ganska glesbefolkat, med 34 invånare per kvadratkilometer.